# Saint-Laurent-Médoc
 Saint-Laurent-Médoc  là một xã thuộc tỉnh Gironde trong vùng Aquitaine tây nam nước Pháp. Xã này nằm ở khu vực có độ cao trung bình 9 mét trên mực nước biển.
- Haut-Médoc AOC